# P.T. Barnum
Phineas Taylor Barnum (5. juli 1810 – 7. april 1891) var en amerikansk cirkusdirektør. Han grundlagde Barnum's American Museum i New York City. Han var endvidere ejer af et cirkus.

## Barnums mest berømte forestillinger
- Jenny Linds amerikanske tourné i 1850-52
- dværgen Tom Thumb
- dværgen Lavinia Warren
- elephanten Jumbo
- dramatisering af Onkel Toms hytte
- hoaxer, f.eks. Fiji-havfruen, Cardiff-kæmpen